# Dom Menory
Dom Menory (hebr. מגדל מנורה, Migdal Menora) – biurowiec położony w Centrum Finansowym w osiedlu Lew ha-Ir w mieście Tel Awiw, w Izraelu.
Budynek został wzniesiony przez firmę ubezpieczeniową Hassneh Insurance Company w południowej części Centrum Finansowego Tel Awiwu w 1966. W latach 90. XX wieku firma przeszła przez proces upadłości. Budynek kupiła wówczas inna firma ubezpieczeniowa Menorah Insurance Company, od której pochodzi obecna nazwa biurowca.

## Dane techniczne
Budynek ma 16 kondygnacji i wysokość 63 metrów.
Wieżowiec wybudowano w stylu architektonicznym określanym jako brutalizm. Wzniesiono go z betonu. Elewacja jest wykonana w kolorach jasnoszarym i jasnym brązie.
Budynek jest wykorzystywany jako biurowiec dużej firmy ubezpieczeniowej.